# Pyramica media
Pyramica media är en myrart som först beskrevs av Wilson och Brown 1956.  Pyramica media ingår i släktet Pyramica och familjen myror. Inga underarter finns listade i Catalogue of Life.